# Marc Streel
Marc Streel (Waremme, 12 d'agost de 1971) va ser un ciclista belga professional entre 1994 i 2007. Bon contrarellotgista, guanyà dues edicions del Campionat de Bèlgica de contrarellotge individual.

## Palmarès
- 1991
  - Vencedor d'una etapa a la Volta a Limburg amateur
- 1992
  - Vencedor de 2 etapes del Tour d'Anvers
- 1993
  - Vencedor d'una etapa de la Volta a Lieja
  - Vencedor d'una etapa del Tour d'Anvers
- 1996
  - 1r a la Fletxa Hesbignona
  - Vencedor d'una etapa del Tour de l'Oise
  - Vencedor d'una etapa del Circuit des Mines
  - Vencedor d'una etapa del Circuit franco-belga
- 1997
  -  Campió de Bèlgica de CRI
- 1998
  - 1r a la Volta a Dinamarca i vencedor de 2 etapes
  - 1r al Gran Premi de Nord-Pas-de-Calais
  - Vencedor d'una etapa de la Volta a la Regió de Valònia
  - Vencedor d'una etapa del Tour de Poitou-Charentes
- 1999
  -  Campió de Bèlgica de CRI
  - 1r al Gran Premi Jef Scherens
  - Vencedor d'una etapa de la Volta a la Regió de Valònia
- 2000
  - Vencedor d'una etapa de la Volta a la Regió de Valònia
- 2001
  - Vencedor d'una etapa de la Cursa de la Pau
- 2004
  - Vencedor de 2 etapes dels Quatre dies de Dunkerque
- 2005
  - 1r a À travers le Brabant Wallon
  - 1r a Romsée-Stavelot-Romsée
  - Vencedor d'una etapa de la Volta a Lieja
- 2006
  - 1r al Tour de Namur